# Hesburger

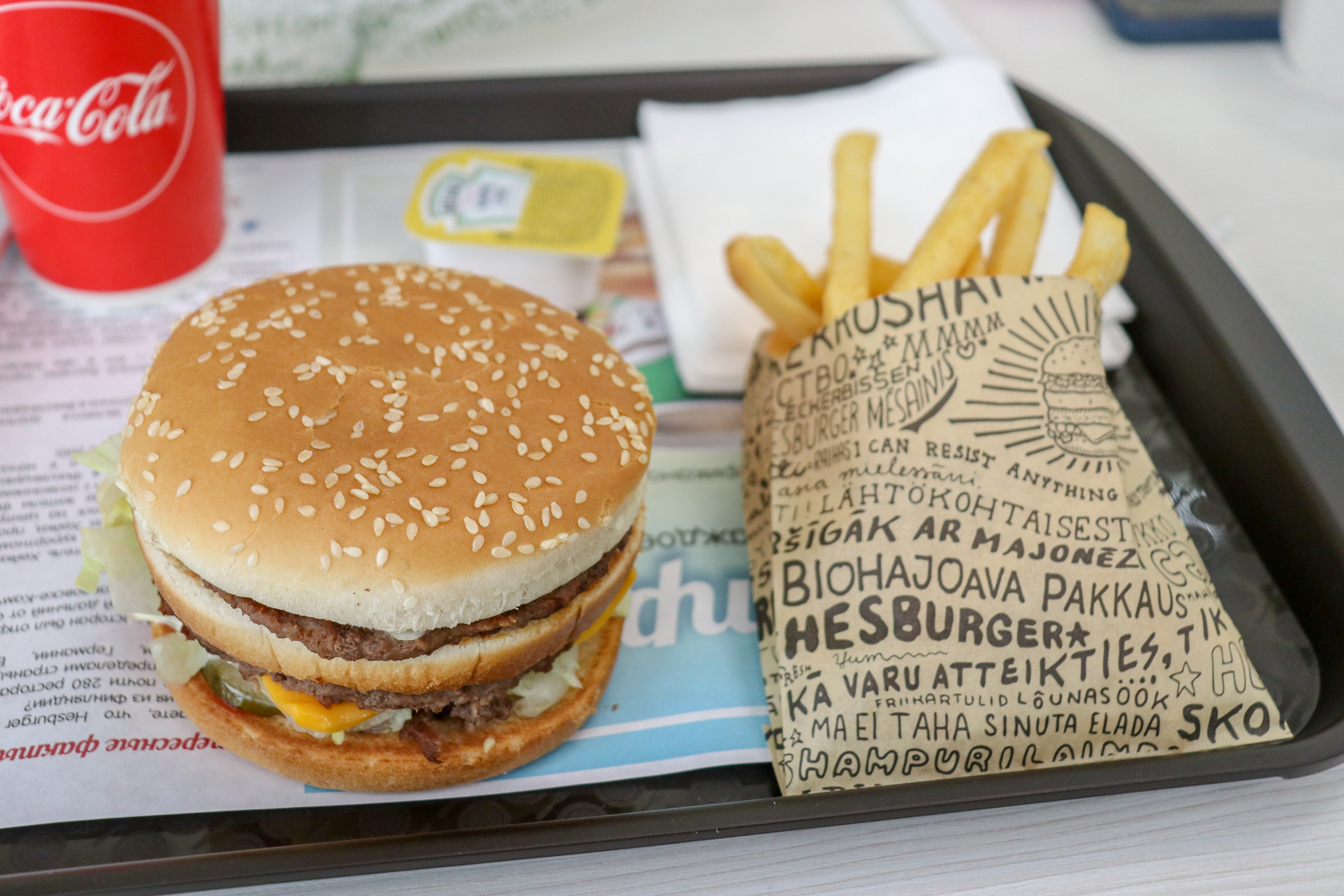
Un hamburger de la Hesburger cu cartofi prăjiți

Hesburger (numit popular în Finlanda Hese, și în Estonia Hess) este cel mai mare lanț de restaurante fast-food din Finlanda, Estonia, Letonia și Lituania, depășind în cotă de piață rivalul american McDonald's. Fondat în 1980 de Heikki „Hese” Salmela, lanțul a crescut puternic prin extinderea în piețele baltice și Europa Centrală și de Est.
Pe lângă hamburgeri, cartofi prăjiți, salate și deserturi, Hesburger oferă și produse de patiserie și cafea de specialitate în cadrul cafenelelor sale Hesecafe, precum și hot-dog-uri. Unele restaurante includ și servicii neconvenționale, cum ar fi spălătoriile auto, oferind un pachet complet de servicii pentru clienți.
Compania a investit recent în digitalizare, introducând comenzi online, aplicații mobile și kioscuri self-service, pentru a crește viteza serviciilor și confortul clienților. De asemenea, lanțul a început să introducă opțiuni alimentare sustenabile, incluzând produse vegetariene și vegane, în răspuns la tendințele globale de consum responsabil.
În 2023, Hesburger a raportat venituri de aproximativ 300 milioane de euro și menține o rețea de peste 270 de restaurante în țările în care operează. Compania continuă să caute oportunități de expansiune, vizând piețe noi din Europa Centrală și de Est, dar și modernizarea continuă a locațiilor existente.
Hesburger este un exemplu de succes al unui brand nordic care a reușit să se impună pe o piață dominată de giganți internaționali prin adaptare locală, inovație și diversificarea ofertei.

## Istorie

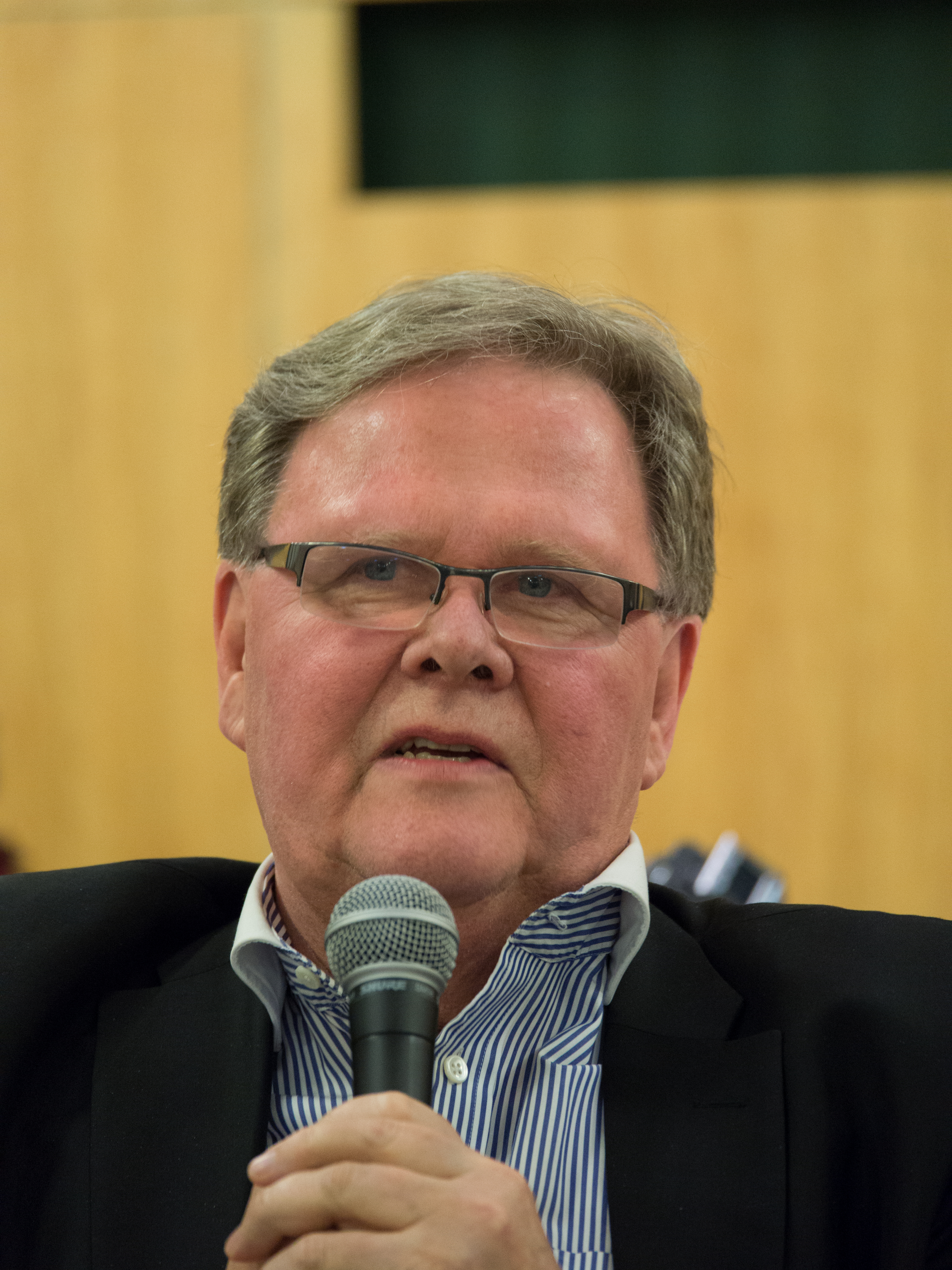
Heikki Salmela, fondatorul Hesburger.

Istoria lanțului începe în 1966, când, la 20 de ani, Heikki Salmela⁠(fi)[traduceți] a deschis un chioșc⁠(d) de mâncare stradală⁠(d) numit Kievarin grillin în Naantali. Mai târziu, el a deschis primul restaurant Hesburger în centrul comercial Hansakortteli⁠(d) în 1980 pe Kristiinankatu din Turku, care a devenit primul element al primului lanț de restaurante fast-food din Finlanda. În anii 1980, lanțul a crescut rapid. Salmela a vândut lanțul și mai multe hoteluri în 1988 pentru aproape 200 de milioane mărci finlandeze. Trei ani mai târziu, în timpul recesiunii de la începutul anilor 1990⁠(d), el l-a cumpărat înapoi cu 25 de milioane de mărci.
De la doar 12 restaurante în 1992, Hesburger s-a extins la peste 200 de restaurante în 60 de orașe din Finlanda în următorul deceniu, absorbind lanțul rival Carrols⁠(d) în 2002. Achiziția lanțului Carrols i-a oferit lui Hesburger accesul pe piața de fast-food din Helsinki. Hesburger a reușit să țină lanțul rival McDonald's departe de Turku: în 2014, erau 21 de restaurante Hesburger, dar doar două locații McDonald's în oraș. Hesburger s-a extins și pe piețele internaționale, deschizând puncte de vânzare în statele baltice și în Hamburg, Germania, precum și o singură locație în Alanya, Turcia (deschisă în 2014, dar închisă ulterior la o dată necunoscută). A existat un Hesburger în Damasc, Siria, pentru o perioadă scurtă între 2004 și 2006, dar a fost închis ca neprofitabil. Compania a discutat și o posibilă extindere în Orientul Mijlociu.

### Rusia
Primele încercări de intrare pe piața rusă au fost făcute la sfârșitul anilor 1980. În vara anului 1988, prin întreprinderea fino-sovietică din Sankt Petersburg (și mai târziu în Vîborg și Petrozavodsk) s-au deschis corturi stradale sub marca Liha Polar realizată cu schema de culori Hesburger. În meniu erau hamburgeri, cheeseburgeri, cartofi prăjiți și alte preparate tipice pentru Hesburger. La sfârșitul anilor 1990/începutul anilor 2000, restaurantele au încetat să mai existe din motive necunoscute.
Primul Hesburger din Rusia s-a deschis în ianuarie 2010 la Moscova, iar un an mai târziu la Sankt Petersburg. Rețeaua a funcționat pe baza drepturilor de franciză Rusburger, deținută de compania Ostankino din domeniul industriei cărnii. Până la sfârșitul anului 2012, Hesburger a deschis încă 13 restaurante și, cu ajutorul partenerilor, a lansat restaurante în Ufa, Krasnoiarsk și în Orientul Îndepărtat.
În decembrie 2013, Hesburger și-a schimbat proprietarii și a devenit un grup de companii numit „Megagrupp”.
Pe 29 martie 2022, Hesburger și-a anunțat începutul ieșirii de pe piețele din Rusia și Belarus.
În luna mai, a fost înregistrată o marcă locală numită SuperBurger, iar noul logo al restaurantului seamănă cu logo-ul tradițional Hesburger, scopul fiind acela de a înlocui Hesburger.

## Restaurante

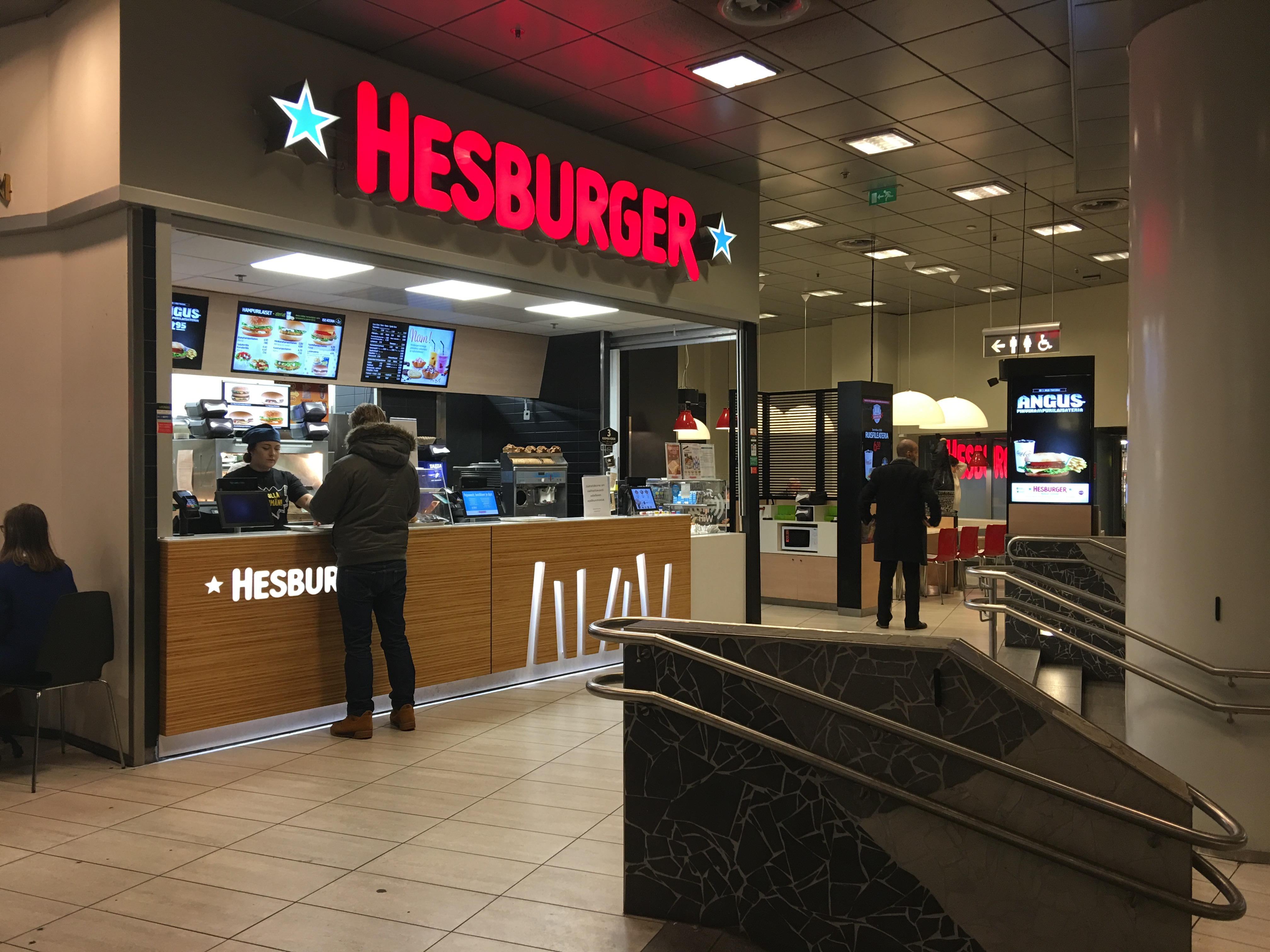
Un restaurant Hesburger modern la stația de metrou Kaisaniemi din Helsinki.

Hesburger are peste 8.000 de angajați, dintre care 5.400 lucrează în Finlanda. Hesburger și-a extins activ operațiunile în Lituania, anunțând investiții de 3,5 milioane de euro în 2016, aproximativ 4 milioane în 2017 și 4 milioane în 2018.
| Țară     | Numărul de restaurante |
| -------- | ---------------------- |
| Finlanda | 268                    |
| Lituania | 65                     |
| Letonia  | 53                     |
| Estonia  | 53                     |
| Bulgaria | 33                     |
| Ucraina  | 7                      |
| Romania  | 11                     |
| Germania | 2                      |
| Polonia  | 1                      |

## Operațiuni
- Restaurante cu hamburgeri Hesburger [3] [38]
- Hesecafe – hamburgeri, cafele și produse de patiserie[3][39]
- HeseHotelli – hoteluri cu restaurant Hesburger care funcționează și ca recepție a hotelului[40]
- Hese kotituotteet – produse de retail
- Hese Nakkari – produse pentru chioșcuri și automate de gustări
- Heseautopesu – servicii de spălătorie auto⁠(d) pentru clienții Hesburger [4]